# 暗鰭侏鰩
暗鰭侏鰩（學名：Fenestraja atripinna），為軟骨魚綱鰩目吞鰩科侏鰩屬的一種，分布於中西大西洋巴哈馬至加勒比海北部海域，深度可達595公尺，本魚體盤上表面、腹鰭及尾部呈淡粉褐色，無明顯斑紋，下表面呈白色，後來變成棕色，棲息在深海海域，為底棲性魚類，獨居性，屬肉食性，卵生，生活習性不明。